# Helena Arnell
Helena Arnell, född 1697, död 1 augusti 1751, var en finländsk konstnär. 

## Biografi
Helena Arnell var dotter till superintendenten i Karlstad stift Jonas Laurentii Arnell (1642–1707) och hans maka Helena Swebilia (1666–1743), adlad Adlerberg i hennes första gifte. Helena Arnell var gift med Johannes Gezelius den yngre, professor i teologi i Åbo och kyrkoherde i Sagu. Efter makens död skötte hon ett säteri i Karuna, Sagu. Hon ägde också ett skepp. 

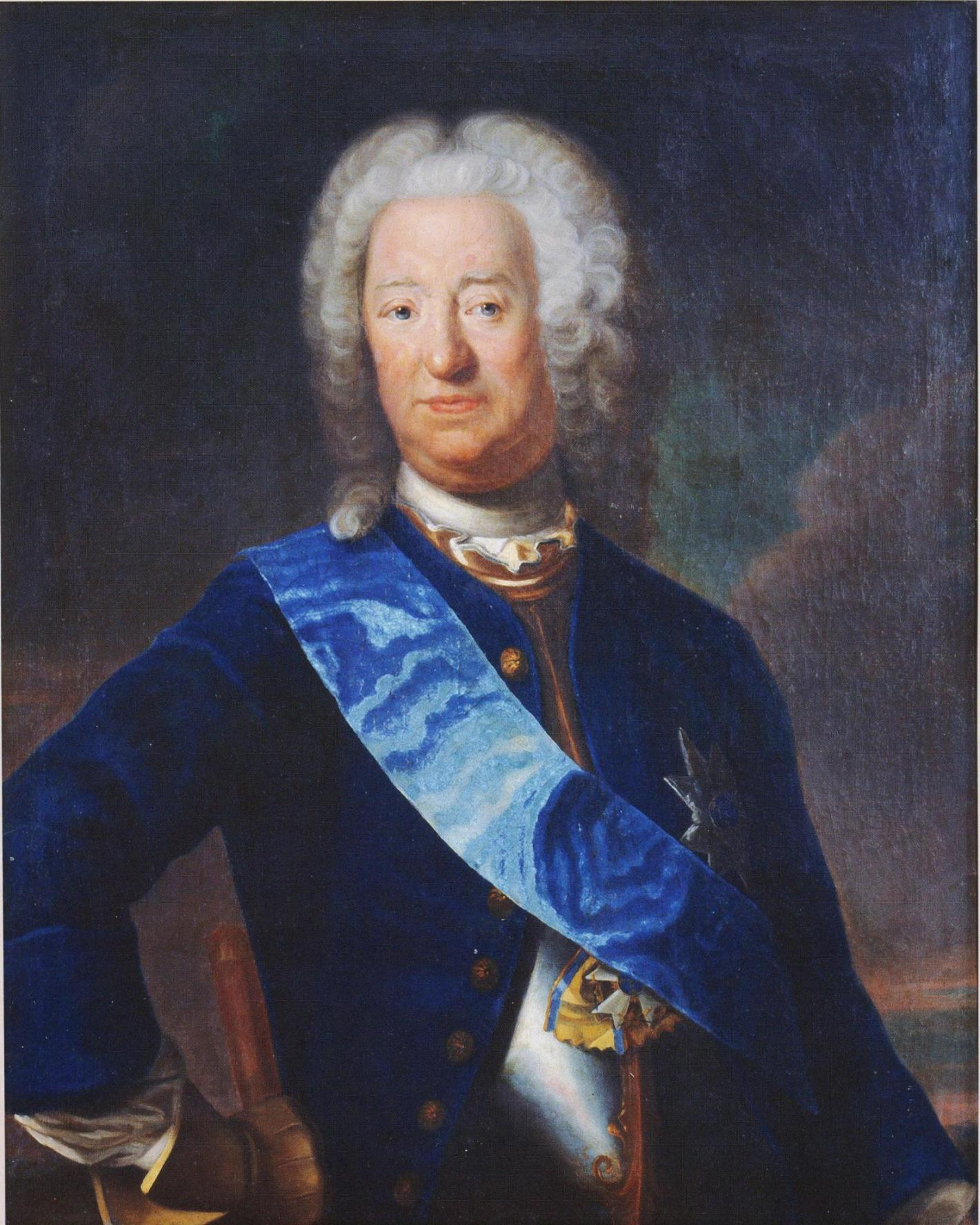
Helena Arnell, Carl Olderman Cronstedt

Arnell räknas vid sidan av Margareta Capsia som den första kvinnliga konstnären i Finland.[källa behövs] Arnells bevarade verk är få. Hon målade företrädesvis porträtt. Bland dem finns en samling av familjen Gezelius medlemmar, som ingår i Statens porträttsamling på Gripsholms slott.